# Puccinia leptochloae-uniflorae
Puccinia leptochloae-uniflorae ist eine Ständerpilzart aus der Ordnung der Rostpilze (Pucciniales). Der Pilz ist ein Endoparasit des Süßgrases Leptochloa uniflora. Symptome des Befalls durch die Art sind Rostflecken und Pusteln auf den Blattoberflächen der Wirtspflanzen. Sie ist ein Endemit Tansanias.

## Merkmale

### Makroskopische Merkmale
Puccinia leptochloae-uniflorae ist mit bloßem Auge nur anhand der auf der Oberfläche des Wirtes hervortretenden Sporenlager zu erkennen. Sie wachsen in Nestern, die als gelbliche bis braune Flecken und Pusteln auf den Blattoberflächen erscheinen.

### Mikroskopische Merkmale
Das Myzel von Puccinia leptochloae-uniflorae wächst wie bei allen Puccinia-Arten interzellulär und bildet Saugfäden, die in das Speichergewebe des Wirtes wachsen. Aecien oder Spermogonien der Art sind nicht bekannt. Die zimtbraunen Uredien des Pilzes wachsen meist oberseitig auf den Wirtsblättern. Ihre hell zimtbraunen Uredosporen sind 24–28 × 19–22 µm groß, breitellipsoid bis kugelig und fein stachelwarzig. Die beidseitig wachsenden Telien der Art sind schwarzbraun und pulverig. Die hell haselnussbraunen Teliosporen sind zweizellig, in der Regel kugelig bis breitellipsoid und 28–36 × 22–26 µm groß. Ihre Stiele sind gelblich bis farblos und bis zu 60 µm lang.

## Verbreitung
Das bekannte Verbreitungsgebiet von Puccinia leptochloae-uniflorae umfasst lediglich Tansania.

## Ökologie
Die Wirtspflanze von Puccinia leptochloae-uniflorae ist Leptochloa uniflora. Der Pilz ernährt sich von den im Speichergewebe der Pflanzen vorhandenen Nährstoffen, seine Sporenlager brechen später durch die Blattoberfläche und setzen Sporen frei. Die Art verfügt über einen Entwicklungszyklus, von dem bislang lediglich Telien und Uredien sowie deren Wirt bekannt sind; Spermogonien und Aecien konnten dem Pilz nicht zugeordnet werden.